# Radelj
Radelj är ett bergspass i Österrike, på gränsen till Slovenien. Det ligger i den sydöstra delen av landet, 200 km söder om huvudstaden Wien. Radelj ligger 697 meter över havet.
Terrängen runt Radelj är kuperad. Runt Radelj är det ganska glesbefolkat, med 22 invånare per kvadratkilometer.. Närmaste större samhälle är Deutschlandsberg, 19,4 km norr om Radelj.
I omgivningarna runt Radelj växer i huvudsak blandskog.